# Albert J. Hopkins

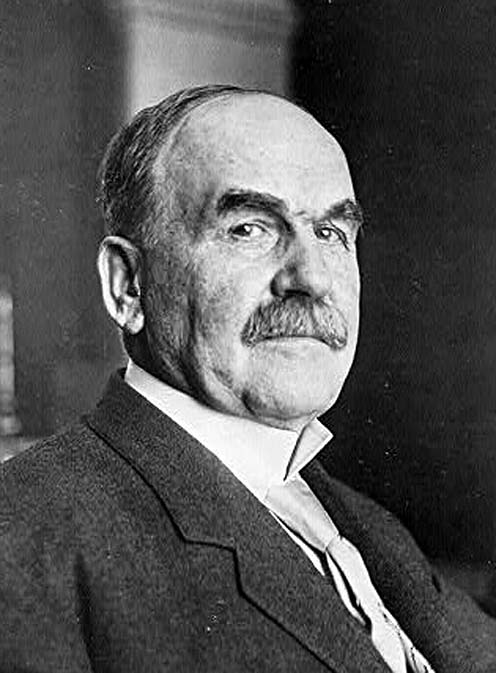
Albert J. Hopkins

Albert Jarvis Hopkins (* 15. August 1846 bei Cortland, DeKalb County, Illinois; † 23. August 1922 in Aurora, Illinois) war ein US-amerikanischer Politiker (Republikanische Partei), der den Bundesstaat Illinois in beiden Kammern des Kongresses vertrat.
Nach dem Besuch der öffentlichen Schulen machte Albert Hopkins im Jahr 1870 seinen Collegeabschluss in Hillsdale (Michigan). Er studierte die Rechtswissenschaften, wurde 1871 in die Anwaltskammer aufgenommen und begann in Aurora zu praktizieren. Von 1872 bis 1876 übte er das Amt des Staatsanwalts im Kane County aus.
Politisch war Hopkins erstmals im Rahmen der Präsidentschaftswahl 1884 tätig, als er für die Republikaner dem Electoral College angehörte. Die Wahl gewann jedoch nicht der in Illinois siegreiche James G. Blaine, sondern der Demokrat Grover Cleveland. Im folgenden Jahr wurde Hopkins dann als Nachfolger des verstorbenen Reuben Ellwood ins Repräsentantenhaus der Vereinigten Staaten gewählt, wo er nach achtmaliger Bestätigung vom 7. Dezember 1885 bis zum 3. März 1903 verblieb.
Um die erneute Wiederwahl bewarb sich Albert Hopkins nicht, nachdem ihn die Republikaner als Kandidaten für den US-Senat aufgestellt hatten. Er entschied die Wahl für sich und diente bis 1909 als Senator; beim Wiederwahlversuch scheiterte er an seinem innerparteilichen Gegner William Lorimer. In der Folge arbeitete er wieder als Anwalt in Chicago und in Aurora, wo er im August 1922 starb.